# Liste der Mitgliedsverbände der FIBA Amerika

## Liste
| Land                           | Verband                                               | Nationalmannschaften der Herren                                | Nationalmannschaften der Damen                                           | FIBA Mitglied seit |
| Karibik (CBC)                  | Karibik (CBC)                                         | Karibik (CBC)                                                  | Karibik (CBC)                                                            | Karibik (CBC)      |
| ------------------------------ | ----------------------------------------------------- | -------------------------------------------------------------- | ------------------------------------------------------------------------ | ------------------ |
| Antigua & Barbuda              | Antigua & Barbuda Basketball Association              | Antiguanische Basketballnationalmannschaft                     | Antiguanische Basketballnationalmannschaft der Damen                     | 1976               |
| Aruba                          | Aruba Basketball Bond                                 | Arubaische Basketballnationalmannschaft                        | Arubaische Basketballnationalmannschaft der Damen                        | 1986               |
| Bahamas                        | Bahamas Basketball Federation                         | Bahamaische Basketballnationalmannschaft                       | Bahamaische Basketballnationalmannschaft der Damen                       | 1962               |
| Barbados                       | Barbados Amateur Basketball Association               | Barbadische Basketballnationalmannschaft                       | Barbadische Basketballnationalmannschaft der Damen                       | 1962               |
| Bermuda                        | Bermuda Basketball Association                        | Bermudische Basketballnationalmannschaft                       | Bermudische Basketballnationalmannschaft der Damen                       | 1998               |
| Britische Jungferninseln       | British Virgin Islands Amateur Basketball Federation  | Basketballnationalmannschaft der Britischen Jungferninseln     | Basketballnationalmannschaft der Damen der Britischen Jungferninseln     | 1979               |
| Cayman Islands                 | Cayman Islands Basketball Association                 | Basketballnationalmannschaft der Cayman Islands                | Basketballnationalmannschaft der Damen der Cayman Islands                | 1976               |
| Kuba                           | Federación Cubana de Baloncesto                       | Kubanische Basketballnationalmannschaft                        | Kubanische Basketballnationalmannschaft der Damen                        | 1937               |
| Dominica                       | Dominica Amateur Basketball Association               | Dominicanische Basketballnationalmannschaft                    | Dominicanische Basketballnationalmannschaft der Damen                    | 1976               |
| Dominikanische Republik        | Asociación Dominicana de Baloncesto                   | Basketballnationalmannschaft der Dominikanischen Republik      | Basketballnationalmannschaft der Damen der Dominikanische Republik       | 1940               |
| Grenada                        | Grenada National Basketball Association               | Grenadische Basketballnationalmannschaft                       | Grenadische Basketballnationalmannschaft der Damen                       | 1975               |
| Guyana                         | Guyana Amateur Basketball Federation                  | Guyanische Basketballnationalmannschaft                        | Guyanische Basketballnationalmannschaft der Damen                        | 1961               |
| Haiti                          | Fédération Haïtienne de Basketball                    | Haitianische Basketballnationalmannschaft                      | Haitianische Basketballnationalmannschaft der Damen                      | 1970               |
| Jamaika                        | Jamaica Basketball Association                        | Jamaikanische Basketballnationalmannschaft                     | Jamaikanische Basketballnationalmannschaft der Damen                     | 1962               |
| Montserrat                     | Montserrat Amateur Basketball Association (MABA)      | Montserratische Basketballnationalmannschaft                   | Montserratische Basketballnationalmannschaft der Damen                   | 1986               |
| Puerto Rico                    | Federación de Baloncesto de Puerto Rico               | Puerto-ricanische Basketballnationalmannschaft                 | Puerto-ricanische Basketballnationalmannschaft der Damen                 | 1957               |
| St. Kitts und Nevis            | St. Kitts Amateur Basketball Association              | Basketballnationalmannschaft von St. Kitts und Nevis           | Basketballnationalmannschaft der Damen von St. Kitts und Nevis           | 1979               |
| St. Lucia                      | St. Lucia Basketball Federation                       | Lucianische Basketballnationalmannschaft                       | Lucianische Basketballnationalmannschaft der Damen                       | 1997               |
| St. Vincent und die Grenadinen | St. Vincent and the Grenadines Basketball Association | Vicentische Basketballnationalmannschaft                       | Vicentische Basketballnationalmannschaft der Damen                       | 1984               |
| Suriname                       | Suriname Basketball Bond                              | Surinamische Basketballnationalmannschaft                      | Surinamische Basketballnationalmannschaft der Damen                      | 1959               |
| Trinidad und Tobago            | National Basketball Federation of Trinidad and Tobago | Basketballnationalmannschaft von Trinidad und Tobago           | Basketballnationalmannschaft der Damen von Trinidad und Tobago           | 1958               |
| Turks- und Caicosinseln        | Turks and Caicos Islands National Basketball          | Basketballnationalmannschaft der Turks- und Caicosinseln       | Basketballnationalmannschaft der Damen der Turks- und Caicosinseln       | 2002               |
| Amerikanische Jungferninseln   | Virgin Islands Basketball Federation                  | Basketballnationalmannschaft der Amerikanischen Jungferninseln | Basketballnationalmannschaft der Damen der Amerikanischen Jungferninseln | 1964               |
| Zentralamerika (COCABA)        |                                                       |                                                                |                                                                          |                    |
| Belize                         | Belize Basketball Federation                          | Belizische Basketballnationalmannschaft                        | Belizische Basketballnationalmannschaft der Damen                        | 1973               |
| Costa Rica                     | Federación Costarricense de Baloncesto Aficionado     | Costa-ricanische Basketballnationalmannschaft                  | Costa-ricanische Basketballnationalmannschaft der Damen                  | 1969               |
| El Salvador                    | Federación Salvadoreña de Baloncesto                  | Salvadorianische Basketballnationalmannschaft                  | Salvadorianische Basketballnationalmannschaft der Damen                  | 1956               |
| Guatemala                      | Federación Nacional de Baloncesto de Guatemala        | Guatemaltekische Basketballnationalmannschaft                  | Guatemaltekische Basketballnationalmannschaft der Damen                  | 1949               |
| Honduras                       | Federación Nacional de Baloncesto de Honduras         | Honduranische Basketballnationalmannschaft                     | Honduranische Basketballnationalmannschaft der Damen                     | 1953               |
| Mexiko                         | Asociación Deportiva Mexicana de Básquetbol           | Mexikanische Basketballnationalmannschaft                      | Mexikanische Basketballnationalmannschaft der Damen                      | 1936               |
| Nicaragua                      | Federación Nicaraguense de Baloncesto                 | Nicaraguanische Basketballnationalmannschaft                   | Nicaraguanische Basketballnationalmannschaft der Damen                   | 1959               |
| Panama                         | Federación Panameña de Baloncesto                     | Panamaische Basketballnationalmannschaft                       | Panamaische Basketballnationalmannschaft der Damen                       | 1958               |
| Nordamerika                    |                                                       |                                                                |                                                                          |                    |
| Kanada                         | Canada Basketball                                     | Kanadische Basketballnationalmannschaft                        | Kanadische Basketballnationalmannschaft der Damen                        | 1936               |
| USA                            | USA Basketball                                        | Basketballnationalmannschaft der Vereinigten Staaten           | Damen-Basketballnationalmannschaft der Vereinigten Staaten               | 1934               |
| Südamerika (CONSUBASQUET)      |                                                       |                                                                |                                                                          |                    |
| Argentinien                    | Confederación Argentina de Básquetbol                 | Argentinische Basketballnationalmannschaft                     | Argentinische Basketballnationalmannschaft der Damen                     | 1932               |
| Bolivien                       | Federación Boliviana de Básquetbol                    | Bolivianische Basketballnationalmannschaft                     | Bolivianische Basketballnationalmannschaft der Damen                     | 1947               |
| Brasilien                      | Confederação Brasileira de Basketball                 | Brasilianische Basketballnationalmannschaft                    | Brasilianische Basketballnationalmannschaft der Damen                    | 1935               |
| Chile                          | Federación de Básquetbol de Chile                     | Chilenische Basketballnationalmannschaft                       | Chilenische Basketballnationalmannschaft der Damen                       | 1935               |
| Kolumbien                      | Federación Colombiana de Baloncesto                   | Kolumbianische Basketballnationalmannschaft                    | Kolumbianische Basketballnationalmannschaft der Damen                    | 1939               |
| Ecuador                        | Federación Ecuatoriana de Básquetbol                  | Ecuadorianische Basketballnationalmannschaft                   | Ecuadorianische Basketballnationalmannschaft der Damen                   | 1950               |
| Paraguay                       | Confederación Paraguaya de Básquetbol                 | Paraguayische Basketballnationalmannschaft                     | Paraguayische Basketballnationalmannschaft der Damen                     | 1947               |
| Uruguay                        | Federación Uruguaya de Basketball                     | Uruguayische Basketballnationalmannschaft                      | Uruguayische Basketballnationalmannschaft der Damen                      | 1936               |
| Venezuela                      | Federación Venezolana de Baloncesto                   | Venezolanische Basketballnationalmannschaft                    | Venezolanische Basketballnationalmannschaft der Damen                    | 1935               |

Peru ist nicht mehr Mitglied der FIBA.
Diese Tabelle erhebt keinen Anspruch auf Vollständigkeit.